# Trådgilia
Trådgilia (Eriastrum virgatum) är en blågullsväxtart som först beskrevs av George Bentham, och fick sitt nu gällande namn av Mason. Enligt Catalogue of Life ingår Trådgilia i släktet Eriastrum och familjen blågullsväxter, men enligt Dyntaxa är tillhörigheten istället släktet Eriastrum och familjen blågullsväxter. Arten har ej påträffats i Sverige. Inga underarter finns listade i Catalogue of Life.